# (66) Майя
(66) Майя (лат. Maja) — астероид главного пояса, принадлежащий к тёмному спектральному классу C. Он был открыт 9 апреля 1861 года американским астрономом Хорейсом Таттлом в Гарвардской обсерватории и назван в честь Майи, старшей из семи сестёр плеяд в древнегреческой мифологии.